# Liste der Mitglieder des Österreichischen Bundesrates (XXVII. Gesetzgebungsperiode)
Dies ist eine Liste der Mitglieder des Österreichischen Bundesrates während der XXVII. Gesetzgebungsperiode des Nationalrates. Die XXVII. Gesetzgebungsperiode des Nationalrats begann am 23. Oktober 2019 und endete am 23. Oktober 2024. Da sich die Zusammensetzung des Bundesrates nach Landtagswahlen laufend ändert, orientiert sich die Unterteilung an den jeweiligen Gesetzgebungsperioden des Nationalrates.
2023 reduzierte sich die Anzahl der Mitglieder von 61 auf 60, Wien verlor aufgrund der letzten Volkszählung ein Mandat.

## Geschichte

### Landtagswahl in Vorarlberg 2019
Die Landtagswahl in Vorarlberg 2019 erfolgte am 13. Oktober 2019. Martina Ess (ÖVP) kündigte nach der Wahl an, nicht erneut als Bundesratsmitglied zur Verfügung zu stehen. Als ihre Nachfolgerin wurde von der Vorarlberger Volkspartei in der Folge Heike Eder nominiert. Bei der Wahl konnten die Grünen ein Bundesratsmandat auf Kosten der FPÖ dazugewinnen, während die ÖVP ihre beiden Mandate halten konnte. Die ÖVP nominierte außerdem Magnus Brunner, die Grünen Adi Gross. Christoph Längle schied aus dem Bundesrat aus.

### Landtagswahl in der Steiermark 2019
Die Landtagswahl in der Steiermark 2019 fand vorgezogen am 24. November 2019 statt. ÖVP und Grüne gewannen je einen Sitz im Bundesrat hinzu, während SPÖ und FPÖ je ein Mandat verloren. Damit verfügte die SPÖ nicht mehr über ein Drittel der Sitze in der Länderkammer, verlor die Sperrminorität und kann Gesetzesbeschlüsse des Nationalrats, die die Länderkompetenzen berühren, nicht mehr im Alleingang blockieren. Von den neun steirischen Mandaten im Bundesrat entfielen nunmehr vier auf die ÖVP (bisher drei) und je zwei auf die SPÖ und die FPÖ (bisher ebenfalls je drei). Der neunte Sitz ging an die Grünen, die damit auf insgesamt vier Mandate wuchsen, nachdem sie bereits bei der Landtagswahl in Vorarlberg 2019 einen zusätzlichen Sitz erringen konnten. Für die Bildung einer Fraktion benötigte es laut Geschäftsordnung zumindest fünf Mandate, der Bundesrat könnte aber mit Stimmenmehrheit gestatten, sich dennoch zu einer solchen zusammenzuschließen, wie das in der Vergangenheit bereits geschah. Ein Antrag der Grünen auf Bildung einer Fraktion wurde am 19. Dezember 2019 vom Bundesrat einstimmig angenommen.
Mit Andreas Lackner wurde der erste Grüne aus der Steiermark in den Bundesrat entsandt. Die SPÖ entsendet Horst Schachner und Elisabeth Grossmann; Hubert Koller und Martin Weber schieden aus dem Bundesrat aus. Die FPÖ entsendete Markus Leinfellner und Andrea-Michaela Schartel; Gottfried Sperl, Gerd Krusche und Peter Samt schieden aus. Die ÖVP entsendete Christian Buchmann, Isabella Kaltenegger, Karlheinz Kornhäusl und Ernest Schwindsackl; Bruno Aschenbrenner schied aus dem Bundesrat aus.

### Landtagswahl im Burgenland 2020
Die Landtagswahl im Burgenland 2020 fand vorgezogen am 26. Jänner 2020 statt. Das Burgenland stellte bis dahin mit Marianne Hackl (ÖVP), Günter Kovacs (SPÖ) und Jürgen Schabhüttl (SPÖ) drei Mitglieder des Bundesrates. Anstelle von Marianne Hackl zog Bernhard Hirczy für die ÖVP in den Bundesrat ein. Bei der SPÖ blieb das nördliche Mandat bei Günter Kovacs, das zweite wanderte vom Bezirk Güssing in den Bezirk Oberpullendorf, von Jürgen Schabhüttl zu Sandra Gerdenitsch.

### Landtagswahl in Wien 2020
Nach der Landtags- und Gemeinderatswahl in Wien 2020 am 11. Oktober verlor die FPÖ drei Sitze, die SPÖ trotz leichten Stimmenzuwachses einen. Die ÖVP gewann zwei Sitze und die Grünen einen Sitz hinzu. NEOS zog mit einem Mandatar erstmals in die Länderkammer ein. Insgesamt wuchsen damit die Bundesratsfraktionen der Bundesregierungsparteien ÖVP und Grüne auf 30 Sitze, während die Oppositionsparteien FPÖ und SPÖ auf 30 Mandatare schrumpfte. Zuvor hatten SPÖ und FPÖ eine Bundesratsmehrheit von 34 Mandaten, die sie nutzten um vom Nationalrat beschlossene Gesetze zu verzögern.
Die SPÖ entsendete die bisherigen Mandatare Wolfgang Beer, Elisabeth Grimling, Daniela Gruber-Pruner, Stefan Schennach und Korinna Schumann; Rudolf Kaske (SPÖ) wechselte vom Bundesrat in den Landtag. Erster NEOS-Bundesrat wurde Rechtsanwalt Karl-Arthur Arlamovsky. Die beiden ÖVP-Sitze im Bundesrat gingen an Elisabeth Wolff und Harald Himmer. Von den Grünen wurden Marco Schreuder und Elisabeth Kittl entsandt. Die FPÖ entsendete Johannes Hübner; Monika Mühlwerth, Reinhard Pisec, Bernhard Rösch und Bernd Saurer schieden aus dem Bundesrat aus.
Im Juni 2023 reduzierte sich die Anzahl der Mitglieder des Bundesrates von 61 auf 60, Wien verlor aufgrund der letzten Volkszählung ein Mandat, Johannes Hübner schied aus dem Bundesrat aus.

### Landtagswahl im Oberösterreich 2021
Nach der Landtagswahl in Oberösterreich 2021 wurden vom Oberösterreichischen Landtag zehn Mandatare in den Bundesrat entsendet. Die SPÖ Oberösterreich wurde weiterhin von Dominik Reisinger und Bettina Lancaster im Bundesrat vertreten. Die FPÖ entsandte Günter Pröller und Markus Steinmaurer in den Bundesrat (minus ein Mandat), Thomas Dim wechselte vom Bundesrat in den Landtag. Thomas Schererbauer und Michael Schilchegger schieden aus dem Bundesrat aus.
Die ÖVP entsandte mit Franz Ebner, Johanna Miesenberger, Barbara Tausch, Andrea Holzner und Alexandra Platzer fünf Vertreter (plus ein Mandat), bei den Grünen blieb Claudia Hauschildt-Buschberger Mitglied des Bundesrates. Tausch wechselte vom Landtag in den Bundesrat, Miesenberger und Holzner waren in der vorhergehenden Gesetzgebungsperiode bereits Mitglied des Bundesrats. Judith Ringer und Robert Seeber schieden aus dem Bundesrat aus.
Durch das Wandern eines Bundesratsmandats von der FPÖ zur ÖVP erhielt die türkis-grüne Koalition auch im Bundesrat eine Mehrheit.

### Landtagswahl in Tirol 2022
Nach der Landtagswahl in Tirol 2022 gingen von den fünf Tiroler Mandaten wie schon bisher drei an die ÖVP und je eines an SPÖ und FPÖ.
Die ÖVP entsandte Klara Neurauter, Christoph Stillebacher und Markus Stotter. Der bisherige Bundesrat Sebastian Kolland wurde zum Landesgeschäftsführer der Tiroler Volkspartei bestellt und wechselte in den Landtag. Peter Raggl und Elisabeth Mattersberger (beide ÖVP) schieden aus dem Bundesrat aus.
Die SPÖ entsandte Daniel Schmid, bei der FPÖ blieb Christoph Steiner Bundesrat. Stefan Zaggl-Kasztner schied aus dem Bundesrat aus.

### Landtagswahl in Niederösterreich 2023
Nach der Landtagswahl in Niederösterreich 2023 entfielen von den insgesamt 12 vom Niederösterreichischen Landtag entsandten Mitgliedern des Bundesrates fünf auf die ÖVP (minus zwei) und jeweils drei auf die SPÖ (unverändert) und die FPÖ (plus eins). Die Grünen konnten einen Sitz neu gewinnen.
Die Koalition aus ÖVP und Grünen verlor ihre bisherige Mehrheit im Bundesrat, die Opposition stellte mit 31 der 61 Mandate die Mehrheit in der Länderkammer und kann damit im Nationalrat beschlossene Gesetze verzögern. Die Oppositionsmehrheit gilt im Plenum, nicht aber in den Ausschüssen, wo nur Bundesräte vertreten sind, die einer Fraktion angehören. NEOS stellen mit einem Bundesrat keine eigene Fraktion. In den Ausschüssen, die besonders für EU-Materien relevant sind, herrscht daher mit 30 zu 30 Bundesräten Gleichstand.
Die bisherigen ÖVP-Landtagsabgeordneten Marlene Zeidler-Beck und Margit Göll wechselten in den Bundesrat, neu für die niederösterreichische ÖVP wurden Viktoria Hutter und Sandra Böhmwalder in den Bundesrat entsendet, ein weiteres Mandat wurde durch den Niederösterreichischen Arbeitnehmerinnen- und Arbeitnehmer-Bund (NÖAAB) an Matthias Zauner vergeben. Florian Krumböck und Otto Auer wechseln vom Bundesrat in den Landtag. Aus dem Bundesrat ausscheiden sollen Doris Berger-Grabner, Martin Preineder, Karl Bader, Eduard Köck und Sonja Zwazl.
Für die SPÖ zogen Andreas Babler und Christian Fischer neu in den Bundesrat ein, Doris Hahn blieb im Bundesrat. Andrea Kahofer und Eva Prischl schieden aus dem Bundesrat aus.
Bei der FPÖ zog Klemens Kofler neu in den Bundesrat ein. Die bisherigen Bundesräte Andreas Spanring und Michael Bernard blieben im Bundesrat. Die Grünen entsandten Simone Jagl in den Bundesrat.

### Landtagswahl in Kärnten 2023
Nach der Landtagswahl in Kärnten 2023 gewann die ÖVP einen Sitz im Bundesrat von der SPÖ, den sie bei der Wahl 2018 verlor. Die SPÖ stellt damit zwei und die FPÖ ein Mitglied im Bundesrat. Die beiden Parteien der Bundesregierung erlangten mit 31 zu 30 im Plenum und 31 zu 29 in den Ausschüssen wieder die Mehrheit.
Die SPÖ nominierte Claudia Arpa und Manfred Mertel für den Bundesrat, die ÖVP entsendete Sandra Lassnig und die FPÖ Isabella Theuermann. Ingo Appé, Nicole Riepl und Günther Novak (SPÖ) schieden aus dem Bundesrat aus, Josef Ofner (FPÖ) wechselte vom Bundesrat in den Landtag.

### Landtagswahl in Salzburg
Die Landtagswahl in Salzburg 2023 ergab hinsichtlich der Anzahl der Mandate im Bundesrat keine Änderung. Die ÖVP entsendet wie bisher zwei Vertreter in die Länderkammer, je ein Mandat erhielten FPÖ und SPÖ.
Bei ÖVP (Andrea Eder-Gitschthaler und Silvester Gfrerer) sowie der FPÖ (Marlies Doppler) gab es auch keine personelle Änderung. Bei der SPÖ kehrt Michael Wanner in den Bundesrat zurück anstelle von SPÖ-Klubchef David Egger.

## Mitglieder
| Name                           | Bild | Geb  | Gst  | Fraktion | Fraktion | Bundesland       | Anmerkung |
| ------------------------------ | ---- | ---- | ---- | -------- | -------- | ---------------- | --- |
| Appé Ingo                      |      | 1957 |      |          | SPÖ      | Kärnten          | bis 12. April 2023 |
| Arlamovsky Karl-Arthur         |      | 1972 |      |          | NEOS     | Wien             | ab 24. November 2020 bis 9. Juni 2024, Nachrückerin Manuela-Anna Sumah-Vospernik                                                                                          |
| Arpa Claudia                   |      | 1967 |      |          | SPÖ      | Kärnten          | seit 13. April 2023 |
| Aschenbrenner Bruno            |      | 1970 |      |          | ÖVP      | Steiermark       | bis 16. Dezember 2019 |
| Auer Otto                      |      | 1966 |      |          | ÖVP      | Niederösterreich | seit 12. Dezember 2019, Nachrücker für Andrea Wagner bis 22. März 2023 |
| Babler Andreas                 |      | 1973 |      |          | SPÖ      | Niederösterreich | seit 23. März 2023; bis 23. Oktober 2024, Wechsel in den Nationalrat |
| Bader Karl                     |      | 1960 |      |          | ÖVP      | Niederösterreich | von Juli bis Dezember 2019 Präsident des Bundesrates bis 22. März 2023 |
| Beer Wolfgang                  |      | 1959 | 2021 |          | SPÖ      | Wien             | am 31. Oktober 2021 im Amt verstorben; Nachrücker Sascha Obrecht |
| Berger-Grabner Doris           |      | 1978 |      |          | ÖVP      | Niederösterreich | bis 22. März 2023 |
| Bernard Michael                |      | 1969 |      |          | FPÖ      | Niederösterreich | |
| Böhmwalder Sandra              |      | 1977 |      |          | ÖVP      | Niederösterreich | seit 23. März 2023 |
| Brunner Magnus                 |      | 1972 |      |          | ÖVP      | Vorarlberg       | bis 13. Jänner 2020, Nachrückerin Christine Schwarz-Fuchs |
| Buchmann Christian             |      | 1962 |      |          | ÖVP      | Steiermark       | von Jänner bis Juni 2021 Präsident des Bundesrates |
| Dim Thomas                     |      | 1964 |      |          | FPÖ      | Oberösterreich   | ab 7. November 2019, Nachrücker für Rosa Ecker (Wechsel in den Nationalrat) bis 22. Oktober 2021 (Wechsel in den Landtag)                                                 |
| Doppler Marlies                |      | 1963 |      |          | FPÖ      | Salzburg         | hieß bis zum 5. Mai 2023 Marlies Steiner-Wieser |
| Ebner Franz                    |      | 1979 |      |          | ÖVP      | Oberösterreich   | seit 23. Oktober 2021 |
| Eder Heike                     |      | 1988 |      |          | ÖVP      | Vorarlberg       | ab 6. November 2019, Nachrückerin für Martina Ess; bis 23. Oktober 2024, Wechsel in den Nationalrat                                                                       |
| Eder-Gitschthaler Andrea       |      | 1961 |      |          | ÖVP      | Salzburg         | von Juli bis Dezember 2020 Präsidentin des Bundesrates |
| Egger-Kranzinger David         |      | 1987 |      |          | SPÖ      | Salzburg         | seit 8. Juli 2020; Nachrücker für Michael Wanner bis 13. Juni 2023; Nachrücker Michael Wanner                                                                             |
| Ess Martina                    |      | 1980 |      |          | ÖVP      | Vorarlberg       | bis 5. November 2019, Nachrückerin Heike Eder |
| Fischer Christian              |      | 1977 |      |          | SPÖ      | Niederösterreich | seit 23. März 2023 |
| Fischer Maria                  |      | 1967 |      |          | SPÖ      | Steiermark       | ab 9. Juli 2024, Nachrückerin für Elisabeth Grossmann |
| Geieregger Bernadette          |      | 1992 |      |          | ÖVP      | Niederösterreich | seit 21. September 2023, Nachrückerin für Marlene Zeidler-Beck |
| Gerdenitsch Sandra             |      | 1973 |      |          | SPÖ      | Burgenland       | seit 17. Februar 2020, Nachrückerin für Jürgen Schabhüttl |
| Gfrerer Silvester              |      | 1959 |      |          | ÖVP      | Salzburg         | |
| Göll Margit                    |      | 1964 |      |          | ÖVP      | Niederösterreich | seit 23. März 2023 |
| Grimling Elisabeth             |      | 1952 |      |          | SPÖ      | Wien             | |
| Gross Adi                      |      | 1961 |      |          | Grüne    | Vorarlberg       | seit 6. November 2019 |
| Grossmann Elisabeth            |      | 1968 |      |          | SPÖ      | Steiermark       | bis 8. Juli 2024, Nachrückerin Maria Fischer |
| Gruber-Pruner Daniela          |      | 1975 |      |          | SPÖ      | Wien             | |
| Hackl Marianne                 |      | 1967 |      |          | ÖVP      | Burgenland       | bis 16. Februar 2020, Nachrücker Bernhard Hirczy |
| Hahn Doris                     |      | 1981 |      |          | SPÖ      | Niederösterreich | |
| Hauschildt-Buschberger Claudia |      | 1970 |      |          | Grüne    | Oberösterreich   | Nachrückerin für David Stögmüller (Wechsel in den Nationalrat) |
| Himmer Harald                  |      | 1964 |      |          | ÖVP      | Wien             | ab 24. November 2020 |
| Hirczy Bernhard                |      | 1982 |      |          | ÖVP      | Burgenland       | ab 17. Februar 2020, Nachrücker für Marianne Hackl bis 18. Oktober 2023, Nachrücker Philipp Kohl.                                                                         |
| Holzner Andrea                 |      | 1964 |      |          | ÖVP      | Oberösterreich   | bis 8. Dezember 2021, Wechsel in den Nationalrat Nachrücker Ferdinand Tiefnig                                                                                             |
| Huber Maria                    |      | 1979 |      |          | Grüne    | Steiermark       | seit 5. Juli 2022, Nachrücker für Andreas Lackner |
| Hübner Johannes                |      | 1956 | 2025 |          | FPÖ      | Wien             | ab 24. November 2020; bis 26. Juni 2023 |
| Hutter Viktoria                |      | 1991 |      |          | ÖVP      | Niederösterreich | seit 23. März 2023 |
| Jagl Simone                    |      | 1972 |      |          | Grüne    | Niederösterreich | seit 23. März 2023 |
| Kahofer Andrea                 |      | 1973 |      |          | SPÖ      | Niederösterreich | bis 22. März 2023 |
| Kaltenegger Isabella           |      | 1975 |      |          | ÖVP      | Steiermark       | seit 17. Dezember 2019 |
| Kaske Rudolf                   |      | 1955 |      |          | SPÖ      | Wien             | bis 23. November 2020; Wechsel in den Landtag |
| Kittl Elisabeth                |      | 1973 |      |          | GRÜNE    | Wien             | ab 24. November 2020 |
| Köck Eduard                    |      | 1965 |      |          | ÖVP      | Niederösterreich | bis 22. März 2023 |
| Kofler Klemens                 |      | 1964 |      |          | FPÖ      | Niederösterreich | seit 23. März 2023 |
| Kohl Philipp                   |      | 1980 |      |          | ÖVP      | Burgenland       | ab dem 19. Oktober 2023, Nachrücker für Bernhard Hirczy |
| Kolland Sebastian              |      | 1983 |      |          | ÖVP      | Tirol            | seit 11. Oktober 2020, Nachrücker für Klara Neurauter bis 24. Oktober 2022                                                                                                |
| Koller Hubert                  |      | 1960 |      |          | SPÖ      | Steiermark       | bis 16. Dezember 2019 |
| Kornhäusl Karlheinz            |      | 1982 |      |          | ÖVP      | Steiermark       | 17. Dezember 2019 bis 16. Oktober 2023, Nachrücker Günther Ruprecht |
| Kovacs Günter                  |      | 1968 |      |          | SPÖ      | Burgenland       | |
| Krumböck Florian               |      | 1991 |      |          | ÖVP      | Niederösterreich | seit 9. Dezember 2021, Nachrücker für Marlene Zeidler-Beck bis 22. März 2023                                                                                              |
| Krusche Gerd                   |      | 1955 |      |          | FPÖ      | Steiermark       | bis 16. Dezember 2019 |
| Lackner Andreas                |      | 1968 |      |          | Grüne    | Steiermark       | seit 17. Dezember 2019 bis 4. Juli 2022 (Wechsel in den Landtag), Nachrückerin Maria Huber                                                                                |
| Lancaster Bettina              |      | 1964 |      |          | SPÖ      | Oberösterreich   | |
| Längle Christoph               |      | 1979 |      |          | OF (1)   | Vorarlberg       | bis 5. November 2019 |
| Lassnig Sandra                 |      | 1985 |      |          | ÖVP      | Kärnten          | seit 13. April 2023 |
| Leinfellner Markus             |      | 1980 |      |          | FPÖ      | Steiermark       | 17. Dezember 2019 bis 15. Juli 2024, Nachrücker Arnd Meißl |
| Leitner Gerhard                |      | 1951 | 2020 |          | SPÖ      | Kärnten          | am 19. Mai 2020 im Amt verstorben, Nachrückerin Nicole Riepl |
| Lindner-Wolff Elisabeth        |      | 1992 |      |          | ÖVP      | Wien             | ab 24. November 2020 hieß bis zum 6. September 2024 Elisabeth Wolff |
| Mattersberger Elisabeth        |      | 1965 |      |          | ÖVP      | Tirol            | bis 24. Oktober 2022 |
| Meißl Arnd                     |      | 1968 |      |          | FPÖ      | Steiermark       | ab 16. Juli 2024, Nachrücker für Markus Leinfellner |
| Miesenberger Johanna           |      | 1974 |      |          | ÖVP      | Oberösterreich   | |
| Mertel Manfred                 |      | 1954 |      |          | SPÖ      | Kärnten          | seit 13. April 2023 |
| Mühlwerth Monika               |      | 1954 |      |          | FPÖ      | Wien             | bis 23. November 2020 |
| Neurauter Klara                |      | 1950 |      |          | ÖVP      | Tirol            | bis 10. Oktober 2020, Nachrücker Sebastian Kolland seit 25. Oktober 2022                                                                                                  |
| Novak Günther                  |      | 1955 |      |          | SPÖ      | Kärnten          | bis 12. April 2023 |
| Obrecht Sascha                 |      | 1991 |      |          | SPÖ      | Wien             | seit 24. November 2021; Nachrücker für Wolfgang Beer |
| Ofner Josef                    |      | 1979 |      |          | FPÖ      | Kärnten          | bis 12. April 2023, Nachrückerin Isabella Theuermann |
| Pisec Reinhard                 |      | 1961 |      |          | FPÖ      | Wien             | bis 23. November 2020 |
| Platzer Alexandra              |      | 1986 |      |          | ÖVP      | Oberösterreich   | seit 23. Oktober 2021 Wechsel in den Landtag, Nachrücker Bernhard Ruf bis 24. Jänner 2024                                                                                 |
| Preineder Martin               |      | 1962 |      |          | ÖVP      | Niederösterreich | bis 22. März 2023 |
| Prischl Eva                    |      | 1962 |      |          | SPÖ      | Niederösterreich | bis 22. März 2023 |
| Pröller Günter                 |      | 1966 |      |          | FPÖ      | Oberösterreich   | seit 23. Oktober 2021 |
| Prügl Barbara                  |      | 1982 |      |          | ÖVP      | Oberösterreich   | seit 23. Oktober 2021 hieß bis zum 5. Mai 2023 Barbara Tausch |
| Raggl Peter                    |      | 1968 |      |          | ÖVP      | Tirol            | von Juli bis Dezember 2021 Präsident des Bundesrates bis 24. Oktober 2022                                                                                                 |
| Reisinger Dominik              |      | 1972 |      |          | SPÖ      | Oberösterreich   | |
| Riepl Nicole                   |      | 1977 |      |          | SPÖ      | Kärnten          | seit 20. Mai 2020, Nachrückerin für Gerhard Leitner bis 12. April 2023 |
| Ringer Judith                  |      | 1967 |      |          | ÖVP      | Oberösterreich   | seit 30. Jänner 2020, Nachrückerin für Doris Schulz bis 22. Oktober 2021                                                                                                  |
| Rösch Bernhard                 |      | 1963 |      |          | FPÖ      | Wien             | bis 23. November 2020 |
| Ruprecht Günther               |      | 1977 |      |          | ÖVP      | Steiermark       | seit 17. Oktober 2023, Nachrücker für Karlheinz Kornhäusl |
| Ruf Bernhard                   |      | 1976 |      |          | ÖVP      | Oberösterreich   | seit 25. Jänner 2024 Nachrücker für Alexandra Platzer |
| Samt Peter                     |      | 1957 |      |          | FPÖ      | Steiermark       | bis 16. Dezember 2019 |
| Saurer Bernd                   |      | 1974 |      |          | FPÖ      | Wien             | bis 23. November 2020 |
| Schabhüttl Jürgen              |      | 1971 |      |          | SPÖ      | Burgenland       | bis 16. Februar 2020, Nachrückerin Sandra Gerdenitsch |
| Schachner Horst                |      | 1962 |      |          | SPÖ      | Steiermark       | seit 17. Dezember 2019 |
| Schartel Andrea-Michaela       |      | 1964 |      |          | FPÖ      | Steiermark       | seit 17. Dezember 2019 |
| Schennach Stefan               |      | 1956 |      |          | SPÖ      | Wien             | |
| Schererbauer Thomas            |      | 1972 |      |          | FPÖ      | Oberösterreich   | bis 22. Oktober 2021 |
| Schilchegger Michael           |      | 1985 |      |          | FPÖ      | Oberösterreich   | bis 22. Oktober 2021 |
| Schmid Daniel                  |      | 1979 |      |          | SPÖ      | Tirol            | seit 25. Oktober 2022, Nachrücker für Stefan Zaggl-Kasztner |
| Schreuder Marco                |      | 1969 |      |          | Grüne    | Wien             | Nachrücker für Ewa Ernst-Dziedzic (Wechsel in den Nationalrat) |
| Schulz Doris                   |      | 1963 |      |          | ÖVP      | Oberösterreich   | bis 29. Jänner 2020, Nachrückerin Judith Ringer |
| Schumann Korinna               |      | 1966 |      |          | SPÖ      | Wien             | von Juli bis Dezember 2022 Präsidentin des Bundesrates |
| Schwarz-Fuchs Christine        |      | 1974 |      |          | ÖVP      | Vorarlberg       | seit 14. Jänner 2019, Nachrückerin für Magnus Brunner von Jänner bis Juni 2022 Präsidentin des Bundesrates                                                                |
| Schwindsackl Ernest            |      | 1954 |      |          | ÖVP      | Steiermark       | |
| Seeber Robert                  |      | 1955 |      |          | ÖVP      | Oberösterreich   | von Jänner bis Juni 2020 Präsident des Bundesrates bis 22. Oktober 2021                                                                                                   |
| Spanring Andreas Arthur        |      | 1978 |      |          | FPÖ      | Niederösterreich | |
| Sperl Gottfried                |      | 1954 |      |          | FPÖ      | Steiermark       | bis 16. Dezember 2019 |
| Steiner Christoph              |      | 1988 |      |          | FPÖ      | Tirol            | bis 23. Oktober 2024, Wechsel in den Nationalrat |
| Steinmaurer Markus             |      | 1975 |      |          | FPÖ      | Oberösterreich   | seit 23. Oktober 2021 |
| Stillebacher Christoph         |      | 1982 |      |          | ÖVP      | Tirol            | seit 25. Oktober 2022 |
| Stotter Markus                 |      | 1990 |      |          | ÖVP      | Tirol            | seit 25. Oktober 2022 |
| Sumah-Vospernik Manuela-Anna   |      | 1974 |      |          | NEOS     | Wien             | ab 10. Juni 2024, Nachrückerin für Karl-Arthur Arlamovsky |
| Theuermann Isabella            |      | 1984 |      |          | FPÖ      | Kärnten          | seit 13. April 2023, Nachrückerin für Josef Ofner |
| Tiefnig Ferdinand              |      | 1965 |      |          | ÖVP      | Oberösterreich   | seit 9. Dezember 2021, Nachrücker für Andrea Holzner |
| Wagner Andrea                  |      | 1975 |      |          | ÖVP      | Niederösterreich | bis 11. Dezember 2019, Nachrücker Otto Auer |
| Wanner Michael                 |      | 1964 |      |          | SPÖ      | Salzburg         | bis 7. Juli 2020; Nachrücker David Egger ab 14. Juni 2023; Nachrücker für David Egger-Kranzinger                                                                          |
| Weber Martin                   |      | 1971 |      |          | SPÖ      | Steiermark       | bis 16. Dezember 2019 |
| Zaggl-Kasztner Stefan          |      | 1980 |      |          | OF (2)   | Tirol            | bis 24. Oktober 2022; Nachfolger Daniel Schmid hieß bis zum 7. August 2021 Stefan Zaggl                                                                                   |
| Zauner Matthias                |      | 1986 |      |          | ÖVP      | Niederösterreich | seit 23. März 2023 |
| Zeidler-Beck Marlene           |      | 1987 |      |          | ÖVP      | Niederösterreich | bis 8. Dezember 2021, Wechsel in den Landtag Nachrücker Florian Krumböck 23. März 2023 bis 20. September 2023, Wechsel in den Landtag, Nachrückerin Bernadette Geieregger |
| Zwazl Sonja                    |      | 1946 |      |          | ÖVP      | Niederösterreich | bis 22. März 2023 |